# Akebono Tarō
Akebono Tarō, døbt Chad Haaheo Rowan (født 8. maj 1969, død 11. april 2024) var en amerikansk sumo-bryder og baskeball-spiller, født i Waimānalo på øen Oahu i den amerikanske stat Hawaii.
Akebono blev den første udlænding, som opnåede den højeste japanske sumu-rang Yokozuna, hvilket skete den 27. januar 1993.
Under Akebonos bryde-karriere, som varede i 13 år, vandt han Emperor's Cup 11 gange i denne sportsgrens fornemste række.
Akebono's konkurrencer med brødrene, Takanohana og Wakanohana, som blev vist på TV, førte til stor popularitet for sumobrydningen i USA i de sene 1980ere og tidlige 1990ere.